# Barnard 92
Barnard 92 – ciemna mgławica w gwiazdozbiorze Strzelca, jedna z pierwszych zaobserwowanych, odkryta w 1913 przez Edwarda Barnarda.
Barnard 92 znajduje się w odległości 10 tysięcy lat świetlnych od Ziemi. Jej wymiary to 15 na 9 minut kątowych. Jest bliskim sąsiadem innej ciemnej mgławicy, Barnard 93.
Leżąc w obszarze M24, Barnard 92 jest doskonale widoczną czarną plamą. Dlatego została z początku nazwana Czarną Dziurą, na długo przed tym, gdy pojęciu czarnej dziury nadano obecne, zupełnie inne znaczenie.